# Brentt Jones
Brentt Jones (11 gennaio 1969) è un ex martellista australiano dell'Isola Norfolk.

## Biografia
Attivo principalmente nel lancio del martello, Jones ha gareggiato a livello internazionale sotto la bandiera dell'Australia a due edizioni dei Mondiali. In manifestazioni dell'Oceano Pacifico o nell'ambito del Commonwealth è stato rappresentante della delegazione dell'Isola Norfolk, conquistando numerose medaglie tra la fine degli anni 90 e il primo decennio dei 2000 per il piccolo stato insulare associato nei campionati oceaniani o nei Giochi del Pacifico.

## Palmarès
| Anno                                  | Manifestazione               | Sede         | Evento              | Risultato | Prestazione | Note |
| ------------------------------------- | ---------------------------- | ------------ | ------------------- | --------- | ----------- | ---- |
| In rappresentanza dell' Australia     |                              |              |                     |           |             |      |
| 1995                                  | Mondiali                     | Göteborg     | Lancio del martello | 40º (q)   | 50,52 m     |      |
| 1997                                  | Mondiali                     | Atene        | Lancio del martello | 40º (q)   | 53,04 m     |      |
| In rappresentanza dell' Isola Norfolk |                              |              |                     |           |             |      |
| 1993                                  | Mini-Giochi del Sud Pacifico | Port Vila    | Lancio del martello | Argento   | 51,36 m     |      |
| 1994                                  | Campionati oceaniani         | Auckland     | Lancio del martello | Bronzo    | 51,34 m     |      |
| 1995                                  | Giochi del Sud Pacifico      | Pirae        | Lancio del martello | Bronzo    | 54,00 m     |      |
| 1996                                  | Campionati oceaniani         | Townsville   | Lancio del martello | Argento   | 52,10 m     |      |
| 1997                                  | Mini-Giochi del Sud Pacifico | Pago Pago    | Lancio del martello | Argento   | 52,48 m     |      |
| 1998                                  | Campionati oceaniani         | Nukuʻalofa   | Lancio del martello | Oro       | 53,50 m     |      |
| 1998                                  | Giochi del Commonwealth      | Kuala Lumpur | Lancio del martello | 10º       | 53,80 m     |      |
| 1999                                  | Giochi del Sud Pacifico      | Santa Rita   | Lancio del martello | Bronzo    | 53,84 m     |      |
| 2000                                  | Campionati oceaniani         | Adelaide     | Lancio del martello | Oro       | 55,01 m     |      |
| 2000                                  | Campionati oceaniani         | Adelaide     | Getto del peso      | Bronzo    | 11,38 m     |      |
| 2001                                  | Mini-Giochi del Sud Pacifico | Kingston     | Lancio del martello | Oro       | 53,91 m     |      |
| 2002                                  | Giochi del Commonwealth      | Manchester   | Lancio del martello | 9º        | 50,38 m     |      |
| 2005                                  | Mini-Giochi del Sud Pacifico | Koror        | Lancio del martello | Bronzo    | 52,52 m     |      |
| 2006                                  | Campionati oceaniani         | Apia         | Lancio del martello | Argento   | 49,25 m     |      |
| 2009                                  | Mini-Giochi del Sud Pacifico | Avarua       | Lancio del martello | Bronzo    | 47,33 m     |      |

## Altre competizioni internazionali
2001
- ai Campionati melanesiani ( Suva), lancio del martello - 51,21 m